# Fedor Mamroth
Fedor Mamroth (* 21. Februar 1851 in Breslau; † 25. Juni 1907 in Frankfurt am Main) war Redakteur des Feuilletons der Frankfurter Zeitung.

## Leben
Auf der Breslauer Universität studierte er Philosophie und schöne Künste und promovierte 1873 mit der Arbeit Geoffrey Chaucer, seine Zeit und seine Abhängigkeit von Boccaccio.
Im selben Jahr ging er nach Wien, wurde Nachtredakteur der Neuen Freien Presse und nahm gleichzeitig eine Sekretärsstelle bei der Kohlenverkehrsbank an. Aus der „Korrekturstube“ der Neuen Freien Presse wechselte er in die Redaktion der Deutschen Zeitung und schrieb gleichzeitig Rezensionen über Burgtheater-Aufführungen für die Wiener Sonn- und Montagszeitung. 1883 trat er in die Redaktion der Presse über und 1886 begründete er die literarische Halbmonatsschrift An der Schönen Blauen Donau.
In seinen Nachrufen wurde vielfach erwähnt, dass seiner achtsamen Lektüre Arthur Schnitzler, Hermann Bahr, Hugo von Hofmannsthal und Richard Beer-Hofmann ihre ersten Erfolge zu verdanken hätten. Nebenher schrieb er zusammen mit dem Musiker und Journalisten Otto S. Weiß einige Bühnenstücke, die mit Erfolg aufgeführt wurden, heute aber weitgehend vergessen sind.
Ab 1889 war er Feuilleton-Redakteur der Frankfurter Zeitung. Seinen Ruf verdeutlicht folgendes Zitat:

„Seit langem war es das erstemal, daß etwas aus einem Prager Blatt Gnade fand vor der Schere des allwissenden und unfehlbaren Fedor Mamroth in Frankfurt. („Mamroths Schere reimt sich auf Ehre“, pflegte der Feuilletonchef des Prager Tagblatts selbstgefällig zu reimen, wenn die Frankfurter Zeitung einmal das gleiche ausgeschnitten hatte wie er.) Die Zitierung unserer Zeitung hätte demnach so empfunden werden müssen, als sei der ganze Redaktionsstab im Tagesbefehl zitiert. Wenn nur die dekorierte Leistung nicht gerade vom jüngsten jungen Mann, dem Lokalreporter, vollbracht worden wäre, und dieser Lobspruch nicht wie ein Tadel für die übrigen geklungen hätte. „In der Prager Bohemia“, so leitete der Oberste Richter in Frankfurt den Abdruck ein, „findet sich nachstehende, ungewöhnlich gut geschriebene Notiz““

Am 4. Februar 1902 wurde Mamroths vieraktige Komödie Sehnsucht (unter dem Pseudonym F. Albert) am Stuttgarter Hoftheater uraufgeführt.
1906 wurde in Mamroths Darm ein Tumor entdeckt. 1907 starb er an seinem Krebsleiden.

## Fedor Mamroth und Karl May
In der Morgenausgabe der Frankfurter Zeitung veröffentlichte er im Juni und Juli 1899 einige Glossen gegen Karl May. Mamroth räumte in seinem ersten Artikel vom 3. Juni 1899 zwar ein, May sei ein Erzähler von Begabung, kritisierte aber zugleich seine Mischung von „gesunder Roheit“ und „bigottem Christentum“. Als May in Leserbriefen verteidigt wurde, legte Mamroth nach. Er warf May nun vor, dass er „auch im bürgerlichen Leben die Fiktion festhält und bestärkt, er selber habe das, was er darstellt, erlebt und vollbracht“, dadurch würden seine Phantasmen zu Unwahrheiten und seine Erzählungen unmoralisch.
Mit diesen Beiträgen begann die große Pressefehde gegen May. Obwohl keine weiteren Angriffe Mamroths mehr folgten, behielt Karl May diesen ersten ernsthaften Gegner als Hauptfeind in Erinnerung und spiegelte ihn in seinem Roman Im Reiche des silbernen Löwen IV in der Figur des Ahriman Mirza wider.

## Familie
Fedor Mamroth war der Sohn des Kaufmanns Louis Mamroth und dessen Frau Sophie. Er gehörte der katholischen Konfession an. Aus seiner Ehe mit Johanna geborene Schwabacher ging die Tochter Else Mamroth, verheiratete Alken, hervor. Diese wurde Abgeordnete des Zentrums im Nassauischen Kommunallandtag, die zweite Stadträtin in Frankfurt und wurde von den Nationalsozialisten 1943 wegen ihrer jüdischen Herkunft ermordet.
Paul Goldmann war der Neffe und zeitweise Mitarbeiter Mamroths.

## Veröffentlichungen
- Die Frau auf dem Gebiete des modernen deutschen Romans. Literar-historische Contouren, Breslau 1871
- 1885 erschien eine Sammlung seiner Reiseberichte unter dem Titel Meilensteine
- 1890 folgte ein Sammelband mit Erzählungen: Unter der Schellenkappe
- Postum veröffentlichte seine Witwe zwei Bände mit Theaterkritiken und eine Sammlung seiner Artikel: Aus der Frankfurter Theaterchronik respektive Aus dem Leben eines fahrenden Journalisten.